# Casa Cerer (Gandesa)
La Casa Cerer és una obra amb elements gòtics de Gandesa (Terra Alta) inclosa a l'Inventari del Patrimoni Arquitectònic de Catalunya.

## Descripció
És una de les construccions originalment més antigues de la vila, que va estar adossada als murs del castell (que existí en part fins al segle xix) i gairebé davant de la Casa de la Castellana o presó.
Tan sols queda d'original part de la façana, de carreu amb porta de mig punt dovellada, a la vora de la qual hi ha l'escut d'armes de la Casa Dalmau. Altres arcs apuntats, que es repeteixen però molt perduts a l'interior. Els pisos superiors aprofiten encara un balcó original.